# Данілов Сергій Анатолійович
Сергі́й Анато́лійович Дані́лов — капітан III рангу Збройних сил України, учасник російсько-української війни.

## З життєпису
Станом на березень 2017-го — військовослужбовець частини, що розташовується в Одеській області.

## Нагороди
За особисту мужність і героїзм, виявлені у захисті державного суверенітету та територіальної цілісності України, вірність військовій присязі під час російсько-української війни
- нагороджений орденом «За мужність» III ступеня (9.4.2015).